# Attnang-Puchheim
Attnang-Puchheim är en stadskommun  i distriktet Vöcklabruck  i förbundslandet Oberösterreich i Österrike. 
Kommunen har 9 220 invånare (2024) och består av tio orter/ortsdelar (Ortschaften) (inom parentes invånarantal 1 januari 2024):

- Aham (67)
- Aichet (70)
- Attnang (3 225)
- Hohenbaumgarten (217)
- Landertsham (3)
- Niederstraß (1 577)
- Oberstraß (997)
- Puchheim (2 890)
- Sonnleithen (56)
- Steinhübl (118)